# Ahmad Xah I
Àhmad Xah I (Màlik Àhmad Xah Bahri, després Àhmad Nizam Xah Bahri), fou el considerat primer sultà independent d'Ahmadnagar. Era fill del visir bahmànida Malik Hasan Nizam al-Mulk Bahri, un hindú convertit que va succeir Mahmud Gawan quan fou assassinat el 5 de març de 1481.
El 1471 va acompanyar al seu pare a Telingana, on havia estat nomenat governador. Per la seva habilitat va cridar l'atenció de Gawan que el va cridar i el va enviar a Mahur com a comandant de 300, i hi va restar cinc anys abans d'esdevenir delegat del seu pare al govern de Rajamundri (Rajamundari). La facció dels danakis (natius del Dècan) estava encapçalada per Malik Hasan Nizam al-Mulk, i aquest va aprofitar la mort del cap dels afakis (turcs i perses) Mahmud Gawan (5 de març de 1481), per convèncer el nou sultà Shihab al-Din Mahmud que va pujar al tron el 25 de març de 1482, d'ordenar la massacre dels turcs; uns quatre mil turcs van morir en poques hores. El cap dels afakis, Yusuf Adil, tarafdar de Bijapur, que estava a Bidar per les cerimònies de coronació, es va poder salvar i fugir cap a Bijapur. El govern va quedar en mans d'una regència sota la reina mare i amb Malik Hasan com a mir-naib; el càrrec de wazir i de mir djumla (ministre de finances) va passar a Fath Allah Imad al-Mulk, un altre hindú convers; el turc Kasim Barid, que havia permès la matança dels seus, va rebre el càrrec de katwal. Per enfortir el seu poder Malik Hasan va donar diversos càrrecs als seus fidels i el seu fill Ahmad va rebre els governs de Bir i Dharur i alguns districtes a l'entorn de Daulatabad i Junnar. Va residir en aquesta darrera ciutat i va combatre els marathes. Va atacar les fortaleses de la muntanya dels marathes els caps de les quals no havien pagat el tribut anual convingut i va dominar progressivament la costa de Konkan. Pocs anys després el jove sultà Mahmud, amb 16 anys (1486) va conspirar amb Kasim Barid i amb Dastur Dinar, el cap de la facció dels habshis (africans) contra Malik Hasan i Fath Allah, però el complot fou descobert i el sultà va haver de presentar excuses. Fath Allah no obstant es va sentir en perill i se'n va anar a la seva província de Berar, i no va tornar mai més. En canvi Malik Hasan no va prendre precaucions, fou assassinat poc després per orde del sultà que es va valer de Dilpasand Khan, amic de Malik. La mort d'aquest va suposar el triomf dels afakis.
Malik Ahmad, que estava a Junnar quan va morir el seu pare, va adoptar el títol del difunt, Nizam al-Mulk i sense permís del sultà va continuar la campanya contra els forts marathes i va retenir els forts de Maharashtra, tot el Konkan i el territori de l'alt Godavari. Després va anar a Bidar on Mahmud el va rebre i li va confirmar la possessió de tots aquests territoris. La seva bona administració li va valer respecte i suport.
A la cort tenien el poder els seus enemics afakis i el 1490 fou enviat un exèrcit contra Malik Ahmad, però aquest el va derrotar a Nikapur. Ahmad va rebatejar la població com a Bagh (Jardí) pels jardins que va fer construir per commemorar la victòria. També hi va construir un palau anomenat Bagh-i Nizam (els jardins del Nizam), on va residir. La vila que es va crear a l'entorn fou anomenada Ahmadnagar i en endavant va ser la capital dels nizamshàhides en comptes de Junnar. Ell mateix va agafar el nom d'Ahmad Nizam Shah Bahri i va deixar d'esmentar al sultà bahmànida a la khutba (oració), lluint també el para-sol símbol de reialesa.
Kasim Barid havia adquirit molt de poder després de derrotar un cop d'estat el 1487; el 1492 es va revoltar i va obligar el sultà a nomenar-lo wakil. Mahmud va enviar llavors contra Malik Ahmad a Yusuf Adil de Bijapur; l'exèrcit d'aquest fou derrotat pel seu rival i Yusuf va reconèixer esportivament la victòria del seu rival i el va felicitar. La confiança del sultà amb Yusuf Adil van provocar l'hostilitat de Kasim Barid que va planejar l'enderrocament del governador de Bijapur. Es va aliar a Narasa Nayak, primer ministre de Vijayanagar, i va intentar una aliança amb Malik Ahmad d'Ahmadnagar al que va oferir Panhala, Konkan i Goa de les que s'acabava d'apoderar Bahadur Khan Gilani kotwal de Goa, però Malik Ahmad no va acceptar aquesta aliança i en tot cas Yusuf Adil de Bijapur va avortar aquests plans derrotant a Kasim Barid i al sultà prop de Bidar i després a les forces de Vijayanagar. El 5 de novembre de 1494 Bahadur Gilani fou derrotat per Kuli Kutb al-Mulk, tarafdar de Telingana.
El 1499 després de diversos intents es va apoderar de la fortalesa de Daulatabad.
Va morir el 1509 i el va succeir el seu fill de set anys Burhan Shah I.